# Gare d'Étain
La gare d'Étain est une gare ferroviaire française de la ligne de Saint-Hilaire-au-Temple à Hagondange, située sur le territoire de la commune d'Étain, dans le département de la Meuse en région Grand Est.
Elle est mise en service en 1873 par la Compagnie des chemins de fer de l'Est. C'est une Halte voyageurs de la Société nationale des chemins de fer français (SNCF), desservie par des trains du réseau TER Grand Est

## Situation ferroviaire
Établie à 206 m d'altitude, la gare d'Étain est située au point kilométrique (PK) 298,103 de la ligne de Saint-Hilaire-au-Temple à Hagondange, entre les gares ouvertes de Verdun et de Conflans - Jarny.

## Histoire
Les élus d'Étain débutent dès 1853 leurs actions pour le passage d'un chemin de fer et l'établissement d'une station sur le territoire de leur commune. L'achat d'un terrain pour son installation est voté le 21 septembre 1855 par le conseil municipal et Alexandre La Ramée, Maire de la commune, va en délégation le 29 avril 1860 présenter ses doléances à Napoléon III. Le tracé passant par Étain est choisi le 24 décembre 1861 et la Compagnie des chemins de fer de l'Est en devient concessionnaire le 11 juin 1863. L'attente va se prolonger, car après l'arrivée des trains à Verdun, la guerre de 1870 provoque l'arrêt des travaux jusqu'en 1871. Le tronçon de Verdun à Étain est opérationnel en août 1872 mais il faut attendre le 7 juin 1873 pour une mise en exploitation de la section de Verdun à Conflans - Jarny.
Le bâtiment voyageurs d'origine, détruit durant la Première Guerre mondiale, est remplacé par un bâtiment type "reconstruction" en 1925.

## Fréquentation
Selon les estimations de la SNCF, la fréquentation annuelle de la gare figure dans le tableau ci-dessous
.
| Année     | 2015   | 2016   | 2017   | 2018   | 2019   | 2020   | 2021   | 2022    | 2023    | 2024    |
| --------- | ------ | ------ | ------ | ------ | ------ | ------ | ------ | ------- | ------- | ------- |
| Voyageurs | 74 519 | 68 243 | 71 927 | 68 545 | 88 957 | 88 396 | 96 619 | 111 302 | 133 682 | 124 626 |

## Service des voyageurs

### Accueil
Halte ferroviaire SNCF, c'est un point d'arrêt non géré (PANG) à accès libre.

### Desserte
Étain est desservie par les trains TER Grand Est qui effectuent des missions entre les gares de Verdun et de Conflans - Jarny, ou d'Hagondange, ou de Metz-Ville.

### Intermodalité
Le stationnement des véhicules est possible à proximité de l'ancien bâtiment voyageurs. Elle est desservie par des cars à tarification SNCF : TER Grand Est (ligne : Verdun — Conflans - Jarny) et Métrolor (ligne : Verdun – Conflans - Jarny – Metz-Ville).